# Steven Stapleton

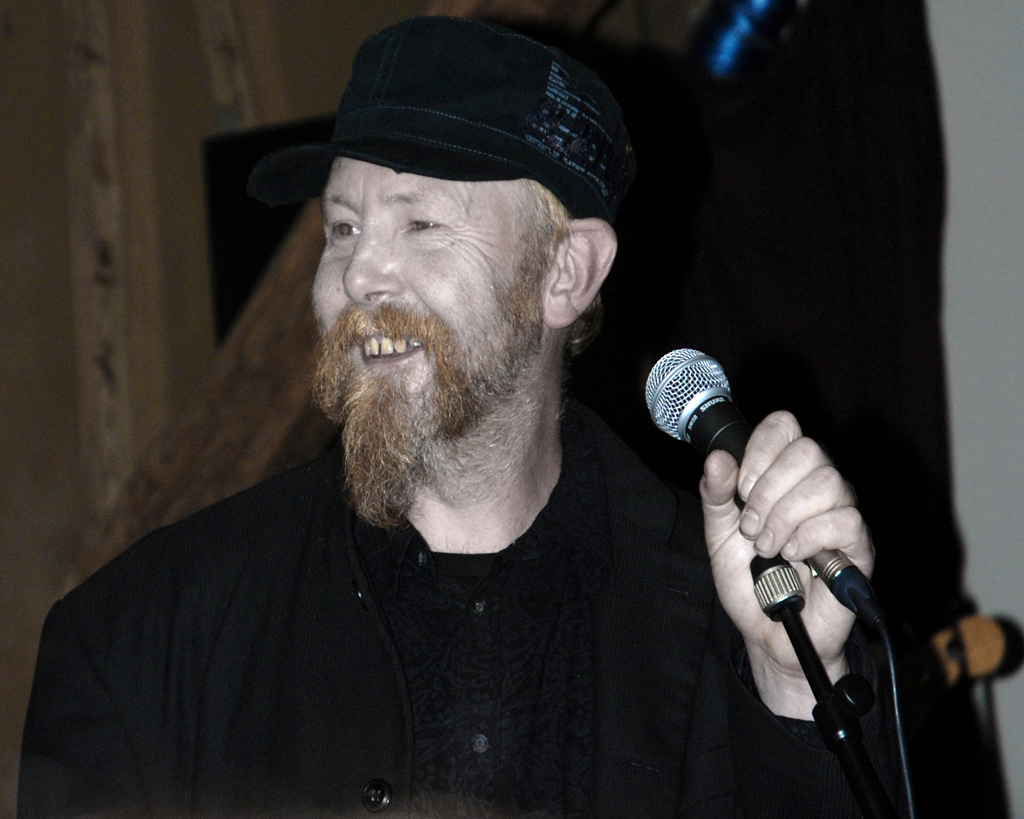
Steven Stapleton

Steven Peter Stapleton (* 3. Februar 1957 in Finchley, Großbritannien) ist ein britischer Musiker, Maler, Illustrator und Gründer der Avantgarde-Band Nurse With Wound und des Labels United Dairies.
Stapleton zeichnete zudem, häufig unter dem Künstlernamen Babs Santini, für die künstlerische Gestaltung der Veröffentlichungen von Nurse With Wound verantwortlich, sowie der vieler anderer Künstler und Projekte.

## Leben
Als Fan von Krautrockgruppen wie Amon Düül ging Stapleton nach Deutschland und arbeitete dort als Roadie bei Guru Guru und Kraan. Nach seiner Rückkehr nach London erhielt er das Angebot, günstig ein Tonstudio zu mieten, und gründete 1978 mit seinen Freunden John Fothergill und Heeman Pathak das Projekt Nurse With Wound und das Label United Dairies.
Im Laufe der Jahre entwickelten sich Nurse With Wound zu einem Solo-Projekt von Stapleton, der mit wechselnden Musikern (Colin Potter, Andrew Liles u. a.) oder allein weitere Alben produzierte. Dabei entstanden auch Kooperationen mit anderen Bands wie Coil, Cyclobe, Foetus, Hirsche Nicht Aufs Sofa, Legendary Pink Dots, Lemon Kittens, Organum, Sol Invictus, Stereolab, Volcano The Bear und Whitehouse. Vor allem mit David Tibet von Current 93 arbeitete Stapleton auf vielen Alben zusammen, umgekehrt war Stapleton an vielen Current 93-Werken beteiligt.
Neben seiner Tätigkeit als Musiker ist Stapleton mit seinen Gemälden, Grafiken und Collagen auch auf internationalen Ausstellungen vertreten. Er lebt mit seiner Frau Diana Rogerson in County Clare, Republik Irland.

## Diskografie
- 1980 Nurse With Wound: Chance Meeting on a Dissecting Table of a Sewing Machine and an Umbrella
- 1980 Nurse With Wound: To The Quiet Men from a Tiny Girl
- 1980 Nurse With Wound: Merzbild Schwet
- 1985 Nurse With Wound: Live at Bar Maldoror: Gyllensköld, Geijerstam & Friends (Kassette)
- 1981 Nurse With Wound: Insect And Individual Silenced
- 1981 Nurse With Wound / Whitehouse: The 150 Murderous Passions
- 1981 Nurse With Wound: Homotopy To Marie
- 1981 Nurse With Wound: Scrag (Kassette)
- 1983 Current 93 / Nurse With Wound: Mi-Mort
- 1983 Nurse With Wound: Ostranenie 1913
- 1983 Nurse With Wound: Gyllensköld Geijerstam and I at Rydbergs
- 1984 Current 93 / Nurse With Wound: No Hiding From The Blackbird / The Burial Of The Sardine
- 1984 Current 93 / Nurse With Wound: Nylon Coverin’ Body Smotherin’
- 1984 Nurse With Wound: Brained By Falling Masonry (12″)
- 1985 Nurse With Wound: The Sylvie and Babs Hi-Fi Companion (1995 Re-Release als The Sylvie and Babs High-Thigh Companion)
- 1985 Nurse With Wound: NL Centrum-Amsterdam (Kassette)
- 1986 Current 93 / Nurse With Wound: Maldoror Est Mort
- 1986 Nurse With Wound: Automating Volume One
- 1986 Nurse With Wound / Organum: A Missing Sense / Rasa
- 1986 Nurse With Wound: Spiral Insana
- 1986 Nurse With Wound: Ladies Home Tickler (Three Piece Sweet) (Compilation Kassette)
- 1987 Nurse With Wound: Drunk With The Old Man Of The Mountains
- 1987 Nurse With Wound / The Termite Queen: Crank / Wisecrack
- 1987 Nurse With Wound / The Hafler Trio: Nurse With Wound and The Hafler Trio Hit Again! (1995 Re-Release als The Murray Fontana Orchestra Plays The Hafler Trio)
- 1988 Nurse With Wound / Current 93: (Untitled) (Split 7″, Beilage zum Magazin Augenblick #5)
- 1988 Current 93 / Nurse With Wound: Faith’s Favourites (12″)
- 1988 Nurse With Wound: Alas the Madonna Does Not Function (12″)
- 1988 Nurse With Wound: Soliloquy For Lilith
- 1989 Nurse With Wound: Soliloquy for Lilith (Parts 5 and 6)
- 1989 Current 93 / Sol Invictus / Nurse With Wound: (Untitled) (12″)
- 1989 Nurse With Wound: Automating Volume Two
- 1989 Nurse With Wound: Gyllenskold/Brained
- 1989 Nurse With Wound: Nurse With Wound Present The Sisters of Pataphysics (Compilation)
- 1989 Nurse With Wound: Cooloorta Moon
- 1990 Current 93 / Sol Invictus / Nurse With Wound: (Untitled) (3 LP Box-Set mit den Alben Horse von C93, Lex Talionis von S.I. und Lumbs Sister von NWW)
- 1990 Nurse With Wound: The Ladies Home Tickler (nicht identisch mit 1986er Compilation)
- 1990 Nurse With Wound: Psilotripitaka
- 1990 Nurse With Wound: Soresucker
- 1990 Nurse With Wound: A Sucked Orange
- 1990 M.T.T. Mauro Teho Teardo featuring Nurse With Wound & Ramleh: Caught From Behind
- 1990 Nurse With Wound: Sinister Senile
- 1991 Steven Stapleton / David Tibet: The Sadness Of Things
- 1991 Nurse With Wound / Spasm: Creakiness / Firepool
- 1991 Nurse With Wound: Live At Bar Maldoror (Live Compilation)
- 1991 Richard Sinclair's Caravan Of Dreams  / Nurse With Wound  / The Underworlde: (Untitled) (Split 7″, Beilage zum Magazin Ptolemaic Terrascope #8)
- 1991 Nurse With Wound: Chance Meeting on a Dissecting Table of a Sewing Machine and an Umbrella
- 1992 Nurse With Wound: Sugar Fish Drink (A Layman’s Guide To Cod Surrealism*) (Compilation)
- 1992 Nurse With Wound: Thunder Perfect Mind
- 1992 Nurse With Wound: Alien (7″)
- 1992 Nurse With Wound: Steel Dream March of the Metal Men (7″)
- 1992 Steven Stapleton / Tony Wakeford: Revenge of the Selfish Shellfish
- 1993 Chrystal Belle Scrodd: Beastings
- 1993 Nurse With Wound: Large Ladies With Cake in the Oven (Compilation)
- 1993 Stereolab / Nurse With Wound: Crumb Duck (Compilation)
- 1994 Nurse With Wound: Rock ’n Roll Station
- 1995 Nurse With Wound: Yagga Blues
- 1995 Nurse With Wound: Alice The Goon
- 1996 Steven Stapleton / David Tibet: Musical Pumpkin Cottage (CD)
- 1996 Steven Stapleton / David Tibet: Musicalische Kürbs Hütte (12″, Remix von Musical Pumpkin Cottage)
- 1996 Nurse With Wound: Who Can I Turn To Stereo
- 1997 Nurse With Wound / Aranos: Acts of Senseless Beauty
- 1997 Nurse With Wound: A Missing Sense (Compilation)
- 1997 Stereolab / Nurse With Wound: Simple Headphone Mind
- 1998 Steven Stapleton / David Tibet: Octopus
- 1998 Nurse With Wound: Second Pirate Session: Rock’n Roll Station Special Edition
- 1999 Nurse With Wound: The Swinging Reflective: Favourite Moments of Mutual Ecstasy (Compilation)
- 1999 Nurse With Wound: An Awkward Pause
- 2000 Nurse With Wound: Santoor Lena Bicycle
- 2001 Current 93 / Nurse With Wound: Bright Yellow Moon
- 2001 Current 93 / Nurse With Wound: Purtle (Beilage zu Teilauflage von Bright Yellow Moon)
- 2001 Nurse With Wound: Funeral Music For Perez Prado (Compilation)
- 2001 Nurse With Wound: Old Man Vox Albation (MP3 Downloads)
- 2002 Current 93 / Nurse With Wound: Music From The Horse Hospital
- 2002 Nurse With Wound: Man with the Woman Face
- 2003 Earth Monkey vs. Nurse With Wound: Hanu @ Basecloud
- 2003 Nurse With Wound: She And Me Fall Together In Free Death
- 2003 Nurse With Wound: The Hostess Twinkie Mixes No. 1 - 25 (CD-Rs, Beilage zu Teilauflage von She And Me Fall Together In Free Death)
- 2003 Nurse With Wound / Unveiled: Chance Meeting Of Nurse With Wound And Unveiled On Charlottenborg
- 2003 Nurse With Wound: Salt Marie Celeste
- 2003 Nurse With Wound: Chance Meeting of a Defective Tape Machine and Migraine
- 2003 Nurse With Wound: The Musty Odour of Pierced Rectums
- 2003 Nurse With Wound  / Current 93  / Coil: (Untitled) (Split-CD, Beilage zum Buch England’s Hidden Reverse von David Keenan)
- 2004 Nurse With Wound: Angry Eelectric Finger (Spitch'cock One)
- 2004 Nurse With Wound / Jim O’Rourke: Angry Eelectric Finger Part One: Tape Monkey Mooch
- 2004 Nurse With Wound / Cyclobe: Angry Eelectric Finger Part Two: Paraparaparallellogrammatica
- 2004 Nurse With Wound / Irr. App. (Ext.): Angry Eelectric Finger Part Three: Mute Bell Extinction Process
- 2004 Nurse With Wound: Angry Eelectric Finger Raw Material - Zero Mix
- 2004 Nurse With Wound: Having Fun With The Prince Of Darkness
- 2004 Nurse With Wound: Shipwreck Radio Volume One: Seven Sonic Structures from Utvær
- 2004 Nurse With Wound: Lofoten Deadhead (CD-R, Beilage zu Teilauflage von Shipwreck Radio Volume One)
- 2005 John Contreras / Rose McDowall / Nurse With Wound: (Untitled) (Split-CD)
- 2005 Nurse With Wound: Echo Poeme Sequence No. 2
- 2005 Nurse With Wound: The Little Dipper Minus Two (Echo Poeme Sequence No. 1)
- 2005 Nurse With Wound: Livin' Fear Of James Last (Compilation)
- 2005 Nurse With Wound: Shipwreck Radio Volume Two: Eight Enigmatic Episodes from Utvær
- 2005 Nurse With Wound: Gulls Just Wanna Have Fun (Beilage zu Teilauflage von Shipwreck Radio Volume Two)
- 2005 Nurse With Wound: Sand Tangled Women (Echo Poeme Sequence 3) (7″)
- 2006 Nurse With Wound / The Broken Penis Orchestra: Natal Moonies (eine Erstauflage dieser CD wurde mit einer „Absinth Box“ vertrieben)
- 2006 Nurse With Wound: Rat Tapes One
- 2006 Nurse With Wound: Shipwreck Radio: Final Broadcasts
- 2006 Nurse With Wound: Possible Nursemix For Sun And Moon Ensemble (CD-R)
- 2006 Nurse With Wound: Soundpooling
- 2006 Nurse With Wound: A Handjob From The Laughing Policeman (Beilage zu Teilauflage von Soundpooling)
- 2006 Nurse With Wound: Stereo Wastelands
- 2007 Nurse With Wound: Tooth, Teeth, Milk, Skin, Teeth
- 2007 Diana Rogerson: The Lights Are On But No-one’s Home
- 2007 Nurse With Wound / Faust: disconnected
- 2008 Nurse With Wound: Two Shaves And A Shine Remix Project
- 2008 SUNN O)): ØØ Void
- 2008 Nurse With Wound: Man With The Woman Face Bonus Material
- 2008 Nurse With Wound: Zero Mix
- 2008 Nurse With Wound: Requital For Lady Day
- 2008 Nurse With Wound: Huffin' Rag Blues
- 2008 Nurse With Wound: The Bacteria Magnet
- 2008 Nurse With Wound: Continuous Accident
- 2009 Nurse With Wound: More Automating (download)
- 2009 Nurse With Wound: Lumb’s Sister (download)
- 2009 Nurse With Wound: May The Fleas Of A Thousand Camels Infest Your Armpits Live At The Great American Music Hall June 16th & 17th 2006
- 2009 Nurse WIth Wound: Ød Lot
- 2009 Nurse With Wound: The Memory Surface
- 2009 Nurse With Wound: Flawed Existence (Compilation)
- 2009 Nurse With Wound: Paranoia in Hi-Fi
- 2010 Nurse With Wound: Space Music
- 2010 Nurse With Wound: Automating Volume Three (Compilation)
- 2010 Nurse WIth Wound / Larsen: Erroneous, a selection of errors
- 2010 Nurse With Wund: Rushkoff Coercion (7″)

Anm.: Wegen der hohen Zahl von NWW-Veröffentlichungen wurde auf die Auflistung von Neuauflagen sowie von Bootlegs und Samplerbeiträgen verzichtet.